# Мей (острови)
Мей или Мьой, Мергуи (на бирмански: မြိတ်ကျွန်းစု) е архипелаг в източната част на Андаманско море край бреговете на Мианмар с обща площ около 3500 km². Представлява подводно продължение на планинските хребети, идващи от централните части на полуостров Индокитай. Състои се от над 800 острова и гранитни скали, като най-големите са: Майнджи (Кадан, 450 km², Кетайн (Канмо, 409 km²), Саганти (Селор, 257 km²), Лесуо (250 km²), Ланби (188 km²), Задечи (176 km²) и др. Преобладава хълмистият и нископланински релеф с максимална височина 852 m на остров Задечи. Островите са обрасли с гъсти тропични гори, а крайбрежията – с мангрови гори. Основен поминък на населението е риболовът и добивът на бисери. Най-голямо селище е град Кадан (Чато) на едноименния остров.